# Geokichla princei
Geokichla princei là một loài chim trong họ Turdidae.